# HD 169853
HD 169853 eller HR 6910, är en ensam stjärna belägen i norra delen av stjärnbilden Södra kronan. Den har en skenbar magnitud av ca 5,62 och är svagt synlig för blotta ögat där ljusföroreningar ej förekommer. Baserat på parallax enligt Gaia Data Release 3 på ca 8,34 mas beräknas den befinna sig på ett avstånd av ca 391 ljusår (ca 120 parsec) från solen. Den rör sig närmare solen med en heliocentrisk radialhastighet av ca -21 km/s. Stjärnan minskas på dess nuvarande avstånd i ljusstyrka genom skymning av interstellärt stoft med 0,36 magnitud och har en absolut magnitud på +0,13.

## Egenskaper
HD 168592 är en vit till blå jättestjärna av spektralklass A2mA2-F0, vilket anger att de är en Am-stjärna med kalcium-H-linjer för en A2-stjärna och metallinjerna för en F0-stjärna. Abt och Morell (1995) ger en spektralklass av A3 III, vilket betyder att objektet istället är en utvecklad jättestjärna av spektraltyp A utan några kemiska egenheter. En studie publicerad i slutet av 1987 fann att HD 169853 hade ett överskott av kisel, mangan, strontium och barium. Den har en massa av ca 2 solmassor, en radie av ca 3,7 solradier och utsänder energi från dess fotosfär motsvarande ca 61 gånger solen vid en effektiv temperatur av ca 8 400 K. Den har en metallicitet nära solens (Fe/H) = −0,01. Liksom många kemiskt säregna stjärnor, roterar HD 169853 ganska långsamt och har en projicerad rotationshastighet på 22,6 km/s.